# Mikałaj Dziadok
Mikałaj (Mikołaj) Alaksandrawicz Dziadok (biał. Мікалай Аляксандравіч Дзядок; ur. 23 sierpnia 1988 w Brahinie) – białoruski dziennikarz, działacz anarchistyczny i więzień polityczny. Zaangażowany w białoruskie protesty w 2020, podczas których został aresztowany przez władze i osadzony w kolonii karnej.

## Życiorys
Urodził się 23 sierpnia 1988 r. w Brahinie. Ukończył prawo na Białoruskim Uniwersytecie Państwowym, potem studiował zaocznie na wydziale politologii Europejskiego Uniwersytetu Humanistycznego (w chwili aresztowania był studentem II roku). Pracował w firmie windykacyjnej, gdzie był jednocześnie dziennikarzem, prawnikiem i programistą. Został członkiem białoruskiego ruchu anarchistycznego. 27 maja 2011 r. skazano go na 4,5 roku więzienia w kolonii karnej o zaostrzonym rygorze. W lutym 2015 r. Dziadok został skazany na dodatkowy rok pozbawienia wolności na podstawie art. 411 Kodeksu karnego Republiki Białorusi (celowe stawianie oporu służbom penitencjarnym).

### Areszt i wyrok więzienia
Przed aresztowaniem nie był rozpoznawalny. Dziadok został zatrzymany wraz z pięcioma innymi osobami 3 września 2010 r. jako podejrzany o atak na ambasadę Rosji w Mińsku w nocy 31 sierpnia. Białoruskie organy ścigania aresztowały go na trzy dni i umieściły w schronisku dla nieletnich. Nie mając dostatecznych dowodów na potwierdzenie jego udziału w ataku, przedłużono okres zatrzymania w innej sprawie – zamachu na Izbę Związków Zawodowych. To oskarżenie również nie zostało poparte wystarczającymi argumentami, więc Dziadok został zatrzymany po raz trzeci jako podejrzany o atak na oddział Belarusbanku. Gdy wszystkie możliwości zostały wyczerpane, przypisano mu inne nielegalne działania, w szczególności kradzież i chuligaństwo. 24 września 2010 r., po odbyciu ponad 20 dni aresztu, został oskarżony o udział w nielegalnym wiecu pod Sztabem Generalnym Białorusi, a 1 października został oskarżony z art. 339 ust. 2 – o „chuligaństwo”. 27 maja 2011 sąd rejonu Zawadzkiego w Mińsku skazał Dziadoka na 4 i pół roku więzienia o zaostrzonym rygorze. Był przetrzymywany w tzw. „sprawie anarchistycznej” razem z Igorem Oliniewiczem (skazanym na 8 lat) i Aleksandrem Frantskewiczem (skazanym na 3 lata).
Na rozprawie Dziadok nie przyznał się do winy, w więzieniu odmówił podpisania skierowanej do prezydenta petycji o ułaskawienie. 14 września 2011 r. w kolonii karnej w Szkłowie poślubił Walerię Chotinę. W październiku 2011 r. Centrum Praw Człowieka Wiasna i Białoruski Komitet Helsiński uznały skazanych w „sprawie anarchistycznej”, w tym Dziadoka, za więźniów politycznych. Patronat nad Dziadokiem w listopadzie 2011 objęła Sari Essayah, fińska posłanka do Parlamentu Europejskiego. W więzieniach nr 15 i 17 w Szkłowie otrzymał ponad 10 kar za różne wykroczenia, uznane na wyrost. Postanowieniem sądu z 5 grudnia 2012 warunki odbywania kary zostały zmienione na surowsze – został przeniesiony z więzienia nr 17 w Szkłowie do więzienia nr 4 w Mohylewie.
W listopadzie 2014 przeciwko Dziadokowi wszczęto nową sprawę karną z art. 411 za „umyślne nieposłuszeństwo wobec wymogów administracji zakładu karnego”. Na pięć dni przed upływem kary, 26 lutego 2015 r. Leninski Sąd Rejonowy w Mohylewie skazał Dziadoka na 1 rok więzienia o zaostrzonym rygorze na podstawie art. 411 Kodeksu karnego Republiki Białorusi za „złośliwe nieposłuszeństwo wobec postulatów administracji”. Dziadokowi postawiono zarzut szesnastu naruszeń w miejscach zatrzymań. Za każde z nich Mikałaj Dziadok został już ukarany dyscyplinarnie, otrzymując naganę od 5 do 10 dni w celi karnej.
Po skazaniu napisał list otwarty do prasy, w którym skrytykował art. 411 kodeksu karnego jako nieludzki i represyjny.
12 maja 2015 został przeniesiony do więzienia IK-9 w Gorkach, gdzie w ciągu pierwszych 50 dni pobytu spędził 42 dni w celi karnej „za naruszenie reżimu odbywania kary” i „odmowę pracy”. W celu zwrócenia uwagi na nieznośne warunki przetrzymywania, 20 maja 2015 r. zadał sobie rany cięte na brzuchu i ramionach.
Manuel Sarrazin, poseł do niemieckiego Bundestagu i przedstawiciel frakcji parlamentarnej Sojusz 90/Zieloni w Parlamencie Europejskim, objął „patronat” nad więźniem politycznym Dziadokiem 24 czerwca 2015 r..
22 sierpnia 2015 r. Aleksander Łukaszenko ułaskawił sześciu więźniów politycznych – Mikałaja Dziadoka, Igora Olinewicza, Mikałaja Statkiewicza, Jewgienija Waskowicza, Artema Prokopenkę i Jurija Rubtsowa. W raporcie zauważono, że decyzja o ułaskawieniu została podjęta zgodnie z „zasadą humanizmu”.

### Po wypuszczeniu z więzienia
Po zwolnieniu Dziadok wrócił na Europejski Uniwersytet Humanistyczny w ramach programu International Politics and Economics, który ukończył w 2019 roku. Nadal działał w ramach ruchu anarchistycznego. Pracował jako dziennikarz w gazecie „Nowoje wriemia”, prowadził kilka blogów w sieciach społecznościowych i kanał w komunikatorze Telegram, a także blog wideo Radix na temat „rewolucyjnej analizy politycznej, walki społecznej i anarchizmu na Białorusi”.
Od października 2019 r. jest stypendystą Programu Rządu RP in. K. Kalinowskiego oraz studentem kursów języka polskiego w Centrum Języka i Kultury Polskiej Uniwersytetu Marii Skłodowskiej-Curie.

### Dalsze prześladowania
2017
25 marca 2017 r. Dziadok został zatrzymany w Mińsku i przetransportowany do Ośrodka Izolacji Przestępców. Tego samego dnia został przewieziony z urazem głowy do szpitala pogotowia ratunkowego w towarzystwie policji. Po 4 dniach pobytu w szpitalu postawiono go przed sądem, który skazał go na 10 dni aresztu na podstawie art. 23.34 (Naruszenie procedury organizowania imprez masowych) i art. 23.4 Kodeksu administracyjnego (nieposłuszeństwo wobec poleceń policji).

#### 2018
30 czerwca 2018 r. wraz z 17 innymi anarchistami został zatrzymany przez grupę sił specjalnych OMSN i pracowników GUBOPiK podczas rozpędzania nieformalnego spotkania anarchistów w lesie pod Krupkami. Według własnych słów, Dziadok spędził pięć godzin w kajdankach z twarzą zwróconą w kierunku ziemi. Zwrócił się następnie do organów ścigania z wnioskiem o wszczęcie postępowania karnego przeciwko pracownikom GUBOPiK o nadużycie stanowiska.
W dniu 12 lipca 2018 r. został zatrzymany w pobliżu swojego domu przez milicjantów, gdy szedł na proces dziennikarza Dmitrija Galko. Przewieziono go do Wydziału Spraw Wewnętrznych Rejonu Frunzeńskiego, a następnie do Frunzeńskiego Sądu Okręgowego, gdzie otrzymał grzywnę w wysokości 10 jednostek podstawowych na podstawie art. 17.10 Kodeksu Administracyjnego Republiki Białorusi („Demonstracja symboli nazistowskich”). Powodem wszczęcia sprawy administracyjnej był post na Facebooku potępiający nazizm.
W dniu 27 grudnia 2018 Dziadok został ukarany przez Frunzeński Sąd Rejonowy w Mińsku grzywną w wysokości 40 jednostek bazowych na podstawie art. 17.10 Kodeksu Administracyjnego Republiki Białorusi. Oskarżono go o dystrybucję produktów ekstremistycznych: zamieszczenie na swojej stronie na Facebooku ilustracji przedstawiającej symbole Misantropic Division (międzynarodowego stowarzyszenia grup neonazistowskich), która została umieszczona na krajowej liście materiałów ekstremistycznych sądu Okręgu Centralnego Mińska.
Post Dziadoka skierowany był właśnie przeciwko nazizmowi: Zdjęcie z lipca 2016 roku jest ilustracją do posta, w którym krytykuję ludzi za to, że stoją obok nazistów (sic). Zdjęcia mają na celu potwierdzenie tych słów. Czy rozumiesz urok całej sytuacji? W istocie, jak można potępić nazizm, skoro jakikolwiek materiał ilustracyjny można zakazać z mocą wsteczną? Jeśli wychodzimy z informacji GUBOPiK, to powinniśmy oceniać np. tych, którzy transmitują w telewizji kroniki wojskowe, pracowników białoruskiej telewizji, którzy pokazują nazistów i ich nie retuszują – wyjaśnił swoje stanowisko. Sprawę rozpatrzyła sędzia Maria Jarohina.

#### 2019
Dziadok został oskarżony w sprawie skandalu z udziałem rosyjskich mediów. Powodem było siedem artykułów w „Nowym Czasie”, gazecie, dla której pisał artykuły poświęcone czeczeńskim przywódcom politycznym i wojskowym, a w szczególności Szamilowi Basajewowi. W artykule z 2017 r. pt. Basajew: Twój Wielki Rosyjski Sen – siadając w gównie po gardło, by wciągnąć tam wszystkich innych…, poświęconym 11. rocznicy zabójstwa dowódcy polowego, Dziadok przedstawił Basajewa jako osobowość niejednoznaczną, z którego jednak robią potwora z piekła. W styczniu 2019 r., dwa lata później, zwróciły na to uwagę rosyjskie media, krytykując i potępiając autora artykułu, a także Alenę Anisim, która jest szefową Białoruskiego Stowarzyszenia Językowego i założycielką gazety „Nowy Czas”. Z punktu widzenia wielu mediów publikacja jest „gloryfikacją terrorystów”.
Artykuł na białoruskiej prorosyjskiej stronie Teleskop, który rozpoczął atak informacyjny, został przepisany i uzupełniony przez dziesiątki rosyjskich mediów. Do prześladowań włączył się również szereg prorosyjskich białoruskich mediów, a także członek Biura Białoruskiej Partii Lewicy Siarhiej Wazniak i lider Partii Liberalno-Demokratycznej Oleg Gajdukewicz. W obronie Dziadoka i Anisima wypowiadało się z kolei szereg białoruskich środków masowego przekazu, w szczególności „Biełaruski Partizan” i „Nasza Niwa”.
Autorzy strony Teleskop wysłali oświadczenia do Ministerstwa Informacji i prokuratora, żądając postawienia przed sądem gazety „Nowy Czas” i Dziadoka. Weteran Ministerstwa Spraw Wewnętrznych Rosji Oleg Iwannikow zwrócił się do prokuratora Republiki Czeczenii i osobiście do Ramzana Kadyrowa z prośbą o „wszczęcie kontroli publikacji gazety „Nowy Czas”. Żadna z tych apelacji nie miała jednak skutków prawnych dla Dziadoka ani dla dziennika „Nowy Czas”.
4 marca 2019 r. Dziadok został zatrzymany w pobliżu Mińskiego Fruzeńskiego Sądu Rejonowego, zaraz po ukaraniu go grzywną z art. 17.11 Kodeksu Administracyjnego Republiki Białorusi „Rozpowszechnianie materiałów ekstremistycznych” do wpisu w sieciach społecznościowych. Mikałaj spędził ponad 2 dni w schronisku dla nieletnich, po czym sędzia Sądu Centralnego w Mińsku Wiktoria Szabunia skazała go na karę grzywny w wysokości 25 jednostek podstawowych za udział w akcji „Wolność dla więźniów politycznych”.
10 czerwca 2019 r. we Fruzeńskim Sądzie Rejonowym sędzia M. Erokhin uznał Dziadoka za winnego „publicznej demonstracji i rozpowszechniania materiałów ekstremistycznych” i skazał go na karę grzywny w wysokości 50 jednostek podstawowych (1275 rubli lub 624 dolary). Zgodnie z orzeczeniem sądu, opublikował na portalu społecznościowym VKontakte post z czterema ekstremistycznymi literami. Sam bloger nie był obecny na rozprawie i nie zdecydował się odwołać od orzeczenia do sądu wyższej instancji.
16 września 2019 r. Fruzeński Sąd Rejonowy ponownie skazał Dziadoka za używanie w serwisie społecznościowym VKontakte skrótu „ACAB” i nałożył na niego grzywnę w wysokości 40 jednostek podstawowych. Proces prowadził sędzia E. W. Pisarewicz. „Można bez końca patrzeć na trzy rzeczy: jak płonie ogień, jak płynie woda, jak GUBOPiK walczy z moimi mediami społecznościowymi…” – skomentował ten wyrok na swojej stronie bloger.

#### 2020
W dniu 9 stycznia 2020 r. Fruzeński Sąd Rejonowy skazał Dziadoka na podstawie art. 23.34 za udział w niedozwolonej akcji w obronie niepodległości Białorusi w Mińsku w dniu 21 grudnia 2019 roku. Kara wynosiła 50 jednostek podstawowych. Proces prowadził sędzia A. W. Buszewa.
Późnym wieczorem 19 marca 2020 r. Dziadok został zatrzymany przez policjantów pod zarzutem drobnego chuligaństwa (17.1. Kodeks Administracyjny Republiki Białorusi). Działacz został przewieziony do Ośrodka Izolacji Przestępców i oskarżony o umieszczenie na ścianie akademika napisu antypolicyjnego. Następnego dnia, gdy działacz trafił do sądu rejonowego w Mińsku, okazało się, że w dniu inskrypcji przebywał poza Białorusią, co jest zapisane w jego paszporcie. Sprawa została przekazana do rewizji Okręgowego Moskiewskiego Departamentu Spraw Wewnętrznych w Mińsku, a następnie zakończona z powodu braku corpus delicti.
Według kanału telegramowego grupy Pramen, rankiem 12 listopada 2020 r. Dziadok został zatrzymany w Mińsku przez pracowników GUBOPiK. Prawnik Natałija Mackiewicz, która miała okazję spotkać się ze swoim klientem podczas śledztwa, powiedziała, że Dziadok przebywa w areszcie śledczym przy ulicy Akrestsin. Został zatrzymany za „organizowanie i przygotowywanie działań rażąco naruszających porządek publiczny”. Na swoim kanale telegramowym białoruscy funkcjonariusze bezpieczeństwa napisali, że:

[...] przez kilka lat Dziadok prowadził radykalny kanał na Telegramie „Mikola”, na którym publicznie nawoływał do udziału w zamieszkach i przeprowadzania „akcji bezpośrednich”. Posłaniec publikował również dane osobowe funkcjonariuszy organów ścigania, nawoływał do gróźb i nękania. W tajnym mieszkaniu we wsi Sosnowo w rejonie osipowickim, gdzie ostatnio ukrywał się zatrzymany, operacyjni znaleźli zagraniczne bankowe karty płatnicze i duże sumy pieniędzy w różnych walutach, przeznaczone na finansowanie protestujących, butelki z paliwem i materiałami smarnymi (koktajle Mołotowa), ulotki, naklejki, akcesoria protestacyjne i sprzęt komputerowy.

## Nagrody
- W maju 2017 r. otrzymał nagrodę Ales Korol w kategorii „Najlepszy materiał społeczno-polityczny” za artykuł Тунеядские протесты и перспектива Майдана w gazecie „Nowy Czas”[48].
- W grudniu 2017 r. otrzymał nagrodę im. Franciszka Alechnowicza za najlepsze dzieło napisane w niewoli (książka Цвета параллельного мира)[49].
- W maju 2018 r. otrzymał nagrodę Ales Korol w kategorii „Najlepszy artykuł społeczno-polityczny” za artykuł Тюрьма и воля: культурный обмен[50].

## Publikacje

### Książki
- Фарбы паралельнага свету (2017)[51]
- Народные моджахеды «Муджахидин хальк» (2019)[52]
- Теория интерсекциональности: анархистская критика (2020)[53]

### Inne
- Publikacje Mikałaja Dziadoka na portalu The Anarchist Library (ang.)
- The decision making in Hamas (2016)
- Territorial achievements of IS outside Middle East (2019)